# 新儒家
新儒家（しんじゅか）とは儒学を西洋哲学との関係のなかで現代的に解釈する学者・思想家であり、現代の中国語圏における主要な思潮の一つをなしている。
宋明理学（Neo-Confucianism）と区別するため、その学問を特に「現代新儒学」あるいは「当代新儒学」と呼ぶことがある。

## 趣旨
民国期の新文化運動以来の全面的西洋化の思潮のなかで、中国の伝統文化に対する価値を認め顕揚しようとする学者たちが現れた。彼らのなかでも思想的対立はあるが、その共通点としてあげられるのは、儒教だけでなく、仏教や老荘思想など、儒・釈・道の三家について新たな解釈を示し、それらを西洋の学術とりわけ西洋哲学と融合させ、中国の伝統的文化の価値を現代に蘇らせようとする傾向である。
新儒家と呼ばれる一群の思想家の活動範囲は、中国・香港・台湾および海外と広範囲にわたる。そのため、一口に新儒家あるいは現代新儒学と言っても、政治的・文化的な問題が複雑に絡み、その定義や評価は中国語圏において一定していない。

## 分類
- 地域的に分けるならば、共産党政権下の中国大陸における新儒家（熊十力・馮友蘭）、香港や台湾を中心とした中国語圏で展開された新儒家（唐君毅・牟宗三）、および非中国語圏（アメリカなど）における新儒家（杜維明・余英時）が区別される。

- 世代別に分けるならば、第一世代（1921年-1949年、熊十力・梁漱溟・馬一浮・張君勱・馮友蘭・銭穆）、第二世代（1950年-1979年、方東美・唐君毅・牟宗三・徐復観）、第三世代（1980年-、成中英・劉述先・杜維明・霍韜晦・余英時等）が区別される。

以上のうち、銭穆とその弟子の余英時は、自身は新儒家でなく思想史家であるという自己認識を示していたため、新儒家に含めない場合もある。

## 評価
歴史的に新儒家の行動として特筆されるのは、香港を拠点とする四名の新儒家（張君勱・唐君毅・牟宗三・徐復観）が連名で発表した『為中國文化敬告世界人士宣言』（「現代新儒家宣言」）である。この新儒家のマニフェストは、中国文化の発揚とともに、反共の姿勢を明確にしている。そのため以前は、代表的な保守主義の思想とされていた。しかし現在では、共産党政権下の中国でも、香港・台湾における新儒家の著作は広く出版され、読まれている。

## 日本語文献
翻訳
- 馮友蘭『中国哲学史』柿村峻・吾妻重二訳、冨山房、1995年
- 熊十力『新唯識論』吾妻重二訳、関西大学出版部、2004年
- 杜維明「創造力をめぐる「人間－宇宙（anthropocosmic）」的観点」栗原剛訳、『死生学研究』第7号、東京大学人文社会系研究科（2006年）

研究
- 島田虔次『新儒家哲学について――熊十力の哲学』（同朋舎、1987年）
- 中村俊也『新儒家論――杜維明研究』（亜紀書房、1996年）
- 中島隆博『共生のプラクシス――国家と宗教』（東京大学出版会、2011年）
- 朝倉友海『「東アジアに哲学はない」のか――京都学派と新儒家』（岩波書店、2014年）

個別研究については、熊十力・唐君毅・牟宗三など各人物の記事も参照。